# Zvonimir Hodak
Zvonimir Hodak (Sertić Poljana, 17. siječnja 1938.), hrvatski je odvjetnik i kolumnist. 

## Životopis
Zvonimir Hodak rođen je u Sertić Poljani 1938. godine. Bio je jedino dijete u obitelji Ruže i Ante Hodak. S majkom je 1945. godine doselio u Zagreb. Živio je na Trešnjevci, loše je učio, često se tukao te je u 13. godini života završio u Popravnom domu za maloljetnike u Ravnoj Gori pokraj Delnica gdje je ostao dvije godine. Nakon povratka iz Popravnog doma koji je na njega djelovao šokantno nastavio je sa školovanjem. Pravo je završio u Zagrebu. Specijalizirao se je za kazneno pravo i poznat je kao branitelj u nekim od najpoznatijih suđenja u posljednjih nekoliko desetljeća. Zastupao je stožernoga brigadira HV Milu Dedakovića Jastreba, zapovjednika obrane Vukovara, bio je prvi hrvatski odvjetnik u Hagu na Međunarodnome sudu za ratne zločine počinjene na području bivše Jugoslavije, zastupao je generala HVO Tihomira Blaškića, branio okrivljenike u financijskom inženjeringu te generala HV Vladimira Zagorca.

## Kolumnist
Od 2011. godine piše kolumne Lijevom našom, objavljivane na portalu Dnevno i u tjedniku 7Dnevno, te kasnije na portalima kao što su direktno.hr i projektvelebit.com. Humornu je monodramu Žikina dinastija u lijevoj našoj po tekstovima njegovih kolumni za kazališnu izvedbu prilagodio Dražen Stjepandić.
Godine 2016. objavio je knjigu kolumni, Lijevom našom: kolumne (Alfa, Zagreb). U knjizi su obuhvaćene kolumne objavljene u razdoblju od 13. siječnja 2014. godine do 11. siječnja 2016. godine. Godine 2020. objavio je drugu knjigu, Lijevom našom (Nakladnička kuća "Tonimir", Varaždinske Toplice).

## Osobni život
Godine 1977. upoznao se je s Ljerkom Mintas-Hodak, koja je bila ministrica u Vladi Republike Hrvatske za vrijeme 1990-ih, a vjenčali su se 1981. godine. Kćer Ivana im je rođena je 5. veljače 1982. godine. Bila je pravnica po zanimanju. Ubijena je 6. listopada 2008. godine na stubištu svoje zgrade u Ulici Pavla Hatza 2, u središtu grada Zagreba.

## Vanjske poveznice
- Hodakove kolumne Lijevom našom  Arhivirana inačica izvorne stranice od 23. listopada 2020. (Wayback Machine), na stranicama projektvelebit.com
- Hodakove kolumne Lijevom našom, na stranicama dnevno.hr
- Hodakove kolumne Lijevom našom, na stranicama 7Dnevno